# Алахундаг
Алахундаг — горная вершина системы Большого Кавказа. Высота 3849 м.

## География
Гора Алахундаг расположена на границе Рутульского, Кулинского и Агульского районов Дагестана. Вблизи с горой расположены реки Алахунчай, Хунзан, Хархунчай, Цубаерк, Акликадта, Кумеарху. Гора Алахундаг расположена в северной высокогорной части Самурского хребта. На севере Алахундаг стыкуется с хребтом Кокмадаг, отделяющим огромный бассейн Сулака и его четырёх Койсу от рек Восточного и Южного Дагестана.

## Геология
Гора сложена в основном чёрными глинистыми сланцами, в ряде мест прорывающиеся крепчайшими известняками (скалы и вершины). На многих участках сланцевые породы перемежаются поясами твердого кристаллического песчаника слоями до 3-4 метров.

## Климат
Климат умеренно континентальный, воздух не влажный. Зима мягкая, осадки выпадают мало. Морозы достигают −12 −18 °С. Лето жаркое, доходит до 38 °С. Духота отсутствует ввиду сухости воздуха.

## Растительный мир
Флора представлена в основном, характерным для гор данного региона альпийскими и субальпийскими лугами, особо широко раскинувшимися в восточной части Самурского хребта, и лугостепями. Леса почти отсутствуют.